# Meandro

Esquema de meandros

Meandro é feição geomorfológica vinculada ao trajeto de um rio, quando esse apresenta curvas acentuadas que migram lateralmente em sua planície aluvial. Essa migração afeta sua forma e posição de acordo com as variações de nível e vazão no decorrer das estações do ano.
Meandros são típicos em planícies aluviais (topografia madura), mas podem ocorrer de forma mais restrita, também, em outras condições como sobre depósitos sedimentares horizontalizados.
O trajeto de um rio muda constantemente de posição ao longo da planície aluvionar, através de um processo contínuo de erosão e deposição em suas margens. As margens externas do meandro, centrífugas da corrente fluvial, apresentam margens progressivamente erodidas, e na margem interna ocorre deposição, principalmente de areia, formando depósitos de barras de pontal. Este processo leva a acentuar a curvatura do meandro que acaba formando uma volta inteira e sendo truncado em um ponto por onde passa a escoar a corrente fluvial deixando o meandro antigo abandonado e fechado como um lago em forma de "U".

## Tipologia dos canais fluviais
Os diferentes tipos de canais fluviais  podem ser descritos segundo a classificação de Christofoletti, que propõe uma separação em três classes:
- Cursos com canais únicos abrangem os tipos: retos, sinuosos, meandrantes e tortuosos (ou irregular);

- Transicionais;

- Cursos com canais múltiplos abrangem os tipos: ramificados, anastomosados, reticulados, deltaicos e labirínticos em trechos rochosos;

Entre os vários tipos de canais fluviais, os meandrantes constituem a categoria de maior atenção.

### Cursos com canais únicos
Considerando que o fluxo se efetue ao longo de um único canal, podemos distinguir quatro categorias; retos, sinuosos, meandrantes e tortuosos, conforme o grau crescente de sinuosidade.
Canais retos são aqueles em que o rio percorre um trajeto retilíneo sem se desviar significativamente de sua trajetória normal em direção a foz. Os canais retos e longos são raros, pois comumente ocorrem segmentos curvilíneos. Os canais de trajetória retilínea podem aparecer em superfícies homogêneas, fortemente inclinadas ou sob controle tectônico estrutural. Considera-se segmento retilíneo o canal reto cuja extensão equivale a 10 vezes a largura do leito normal.
A categoria de canais sinuosos surge como transicional entre a dos canais retos e a dos meandrantes e, a medida que as curvas vão se tornando regulares, frequentes e de amplitude similar o padrão distancia-se do reto e aproxima-se do meandrante.
Canais meandrantes são aqueles cujo traçado sinuoso leva o rio a se afastar de sua posição normal, para descrever curvas pronunciadas através do processo contínuo de erosão das margens côncavas e deposição das convexas.
Os canais tortuosos ou irregulares surgem como rios em que pode haver controle intenso das linhas tectônicas (fraturas, diaclases, juntas) ou de contatos litológicos, produzindo mudanças bruscas nas direções. Não se distingue predomínio de determinada frequência de amplitude nas sinuosidades, mas misturas caóticas de formas geométricas as mais diversas.

### Transicionais
Uma categoria transicional entre cursos com canais únicos e com canais múltiplos, na qual o curso d'água pode exibir tendência incipiente para se alterar do padrão de canal único para o de canais múltiplos. Um mesmo rio pode apresentar canais únicos em determinados trechos e canais múltiplos em outros e, a transição pode ser brusca ou gradual.

### Cursos com canais múltiplos
Existe grande variedade de cursos de água com canais múltiplos, que se escalonam desde um canal com ilha até os compostos por uma multivariedade de canais e ilhotas.
Os canais ramificados constituem o tipo mais simples. Surgem quando existe um braço do rio que volta ao leito principal, formando uma ilha. Esse desdobramento pode apresentar distâncias variadas e a junção pode se verificar até dezenas de quilômetros a jusante. O melhor exemplo no Brasil é o do rio Araguaia, cuja ramificação originou a ilha do Bananal, a maior ilha fluvial do mundo.
Os canais anastomosados caracterizam-se por apresentar multiplicidade de canais, pequenos e rasos, que se subdividem e se reúnem aleatoriamente, separados por bancos e ilhotas. As margens do rio anastomosado não são nitidamente marcadas e, devido a frágil resistência, as ilhotas e os bancos são compostos de material aluvial, não havendo afloramento de rochas subjacentes. O padrão anastomosado sempre ocupa parcela do curso fluvial, pois no ponto de início como no ponto terminal deverá ocorrer a presença de canal único. A mobilidade da posição do curso é outra característica atribuída aos trechos anastomosados.
A padronização em canais reticulados é composta pelo embricamento dos canais, que se subdividem e se reúnem de maneiras aleatórias, semelhante ao tipo anastomosado, mas que se caracteriza pelo escoamento efêmero e pela subdivisão em várias embocaduras que se perdem nas baixadas ou nos lagos temporários.
Os canais deltaicos caracterizam-se pela ramificação do curso fluvial inicial, subdividindo-se em vários tributários que alcançam o mar por causa do escoamento perene e maior estabilidade dos canais de escoamento. A deposição da carga detrítica na foz é responsável pela expansão do delta, mas o principal fenômeno na evolução deltaica é o deslocamento dos cursos fluviais em distributários sucessivos.
No conjunto dos cursos fluviais com canais múltiplos inclui-se os canais labirínticos em trechos rochosos. Nos rios em que ocorrem afloramentos rochosos, verifica-se a presença do padrão complexo de canais e ilhas rochosas, corredeiras e quedas d'água. Aparentemente o padrão é semelhante ao tipo anastomosado, mas a estabilidade dos canais e o controle das linhas estruturais são muito maiores que o observado nos trechos aluviais.

## Física governante

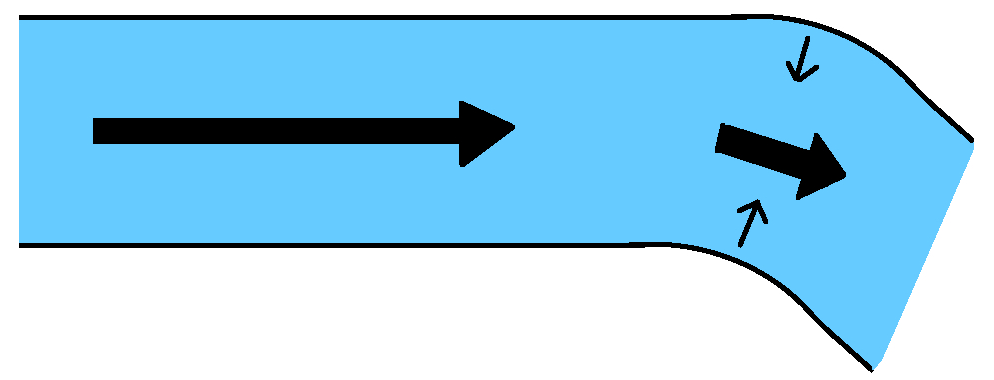
Canal reto convergindo em uma única curva

Quando um fluido é introduzido em um canal inicialmente reto que então dobra, as paredes laterais induzem um gradiente de pressão que faz com que o fluido altere o curso e siga a curva. A partir daqui, dois processos opostos ocorrem: (1) fluxo irrotacional e (2) fluxo secundário. Para um canal meândrico o fluxo secundário deve dominar.
Fluxo irrotacional: Pelas equações de Bernoulli, alta pressão resulta em baixa velocidade. Portanto, na ausência de fluxo secundário, esperaríamos baixa velocidade do fluido na curva externa e alta velocidade do fluido na curva interna. Este resultado clássico da mecânica dos fluidos é um fluxo de vórtice irrotacional. No contexto de rios sinuosos, seus efeitos são dominados pelos de fluxo secundário.
Escoamento secundário: existe um equilíbrio de forças entre as forças de pressão que apontam para a curva interna do rio e as forças centrífugas que apontam para a curva externa do rio. No contexto de rios sinuosos, existe uma camada limite dentro da fina camada de fluido que interage com o leito do rio. Dentro dessa camada e seguindo a teoria da camada limite padrão, a velocidade do fluido é efetivamente zero. A força centrífuga, que depende da velocidade, também é efetivamente zero. A força de pressão, no entanto, não é afetada pela camada limite. Portanto, dentro da camada limite, a força de pressão domina e o fluido se move ao longo do fundo do rio da curva externa para a curva interna. Isso inicia o fluxo helicoidal: ao longo do leito do rio, o fluido segue aproximadamente a curva do canal, mas também é forçado em direção à curva interna; longe do leito do rio, o fluido também segue aproximadamente a curva do canal, mas é forçado, até certo ponto, da curva interna para a externa.
As velocidades mais altas na curva externa levam a tensões de cisalhamento mais altas e, portanto, resultam em erosão. Da mesma forma, velocidades mais baixas na curva interna causam tensões de inclinação menores e ocorre deposição. Assim, as curvas dos meandros erodem na curva externa, fazendo com que o rio se torne cada vez mais sinuoso (até que ocorram os eventos de corte). A deposição na curva interna ocorre de tal forma que para a maioria dos rios sinuosos naturais, a largura do rio permanece quase constante, mesmo enquanto o rio evolui.
Mesmo onde o rio não é forçado a dobrar por um obstáculo natural, a força de Coriolis da terra pode causar um pequeno desequilíbrio na distribuição da velocidade, de modo que a velocidade em uma margem é maior do que na outra. Isso pode desencadear erosão em uma margem e deposição de sedimentos na outra. 

## Canais meandrantes - definição e nomenclatura descritiva

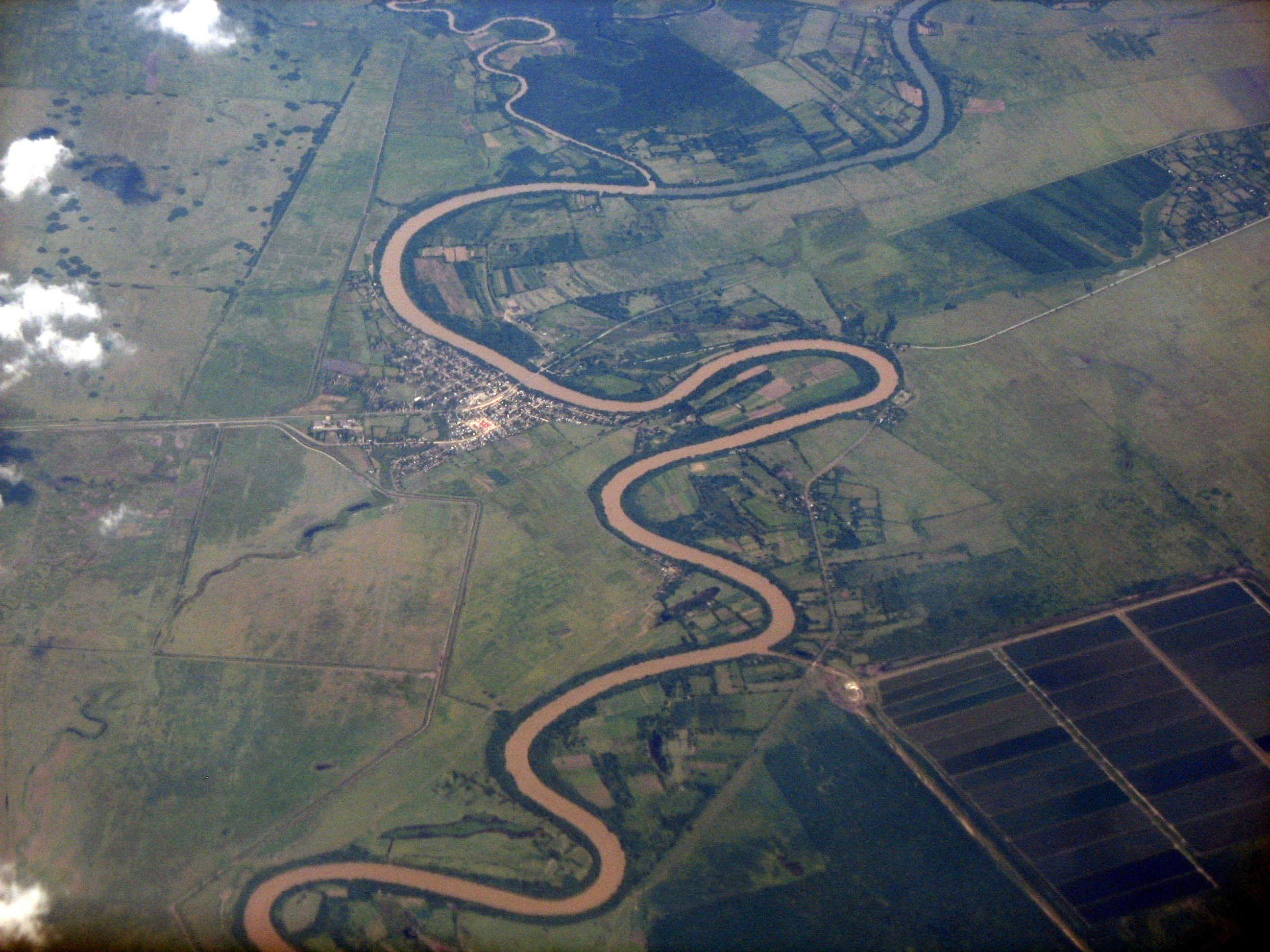
Meandro no rio Cauto em Guamo Embarcadero (Cuba)

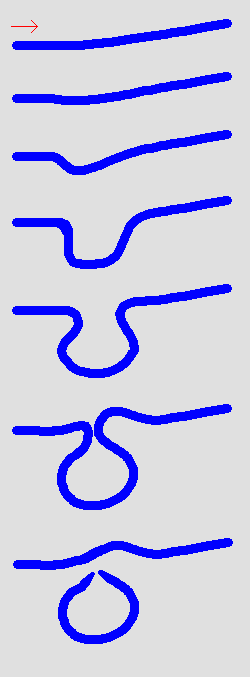
Evolução do meandro

O termo meandro tem sua origem no caso do rio Maiandros (atualmente Menderes na Turquia). É utilizado para designar o tipo de canal fluvial em que os rios descrevem curvas sinuosas, largas, harmoniosas e semelhantes entre si, através de um trabalho contínuo de erosão na margem côncava (local de maior velocidade da corrente) e de deposição na margem convexa (local de menor velocidade).

### Mecanismos de Formação de Meandros[7]
O mecanismo de mudança do curso do canal de rio está contido na capacidade da água em erodir, transportar e depositar o material do meio fluvial. Especialmente em uma curva, o gradiente de velocidade contra a margem do canal, causa turbilhões locais que concentram o dispêndio de energia e localizam a erosão. Na curva, a força centrípeta é maior na água, que se move mais rapidamente próximo a superfície do que na água que se move lentamente próximo ao leito, então haverá um sistema circulatório que se estabelece na seção transversal, com a superfície líquida mergulhando em direção ao leito próximo á margem côncava e, o leito do rindo fugindo em direção à superfície próxima da margem convexa. Esta circulação junto com o movimento geral para jusante, gera um movimento helicoidal da água que transporta o material erodido da margem côncava para a direção da margem convexa onde é depositado, formando um banco (pointbar).
A erosão das margens côncavas e deposição nas margens convexas tende a fazer as curvas de meandro se moverem lateralmente, atravessando o vale. Ao observar o desenvolvimento do meandro, verifica-se que ele é em parte consequência da necessidade que tem o rio de aumentar seu comprimento, quando a declividade que requer para transportar o líquido e os sedimentos é menor que a declividade geral do leito, no sentido do escoamento.

### Características Geométricas dos Meandros
Schumm (1963) definiu o índice de sinuosidade, considerando o mesmo valor do débito médio, pode-se afirmar que os cursos sinuosos possuem gradientes mais baixos que os canais retos, maior porcentagem da fração silte-argila no perímetro do canal e baixos valores da relação largura-profundidade. Analisando os cursos d'água das planícies centrais dos Estados Unidos, Schumm apud Christofoletti  observou a existência de relação entre o índice de sinuosidade (Is) e a (f) forma do canal: relação largura-profundidade, descrita por:
{\displaystyle Is={3,5F^{-0,27}}}

Indicando que canais relativamente amplos e rasos tendem a ser retos, enquanto canais estreitos e profundos distanciam-se do lineamento de cursos retos. 

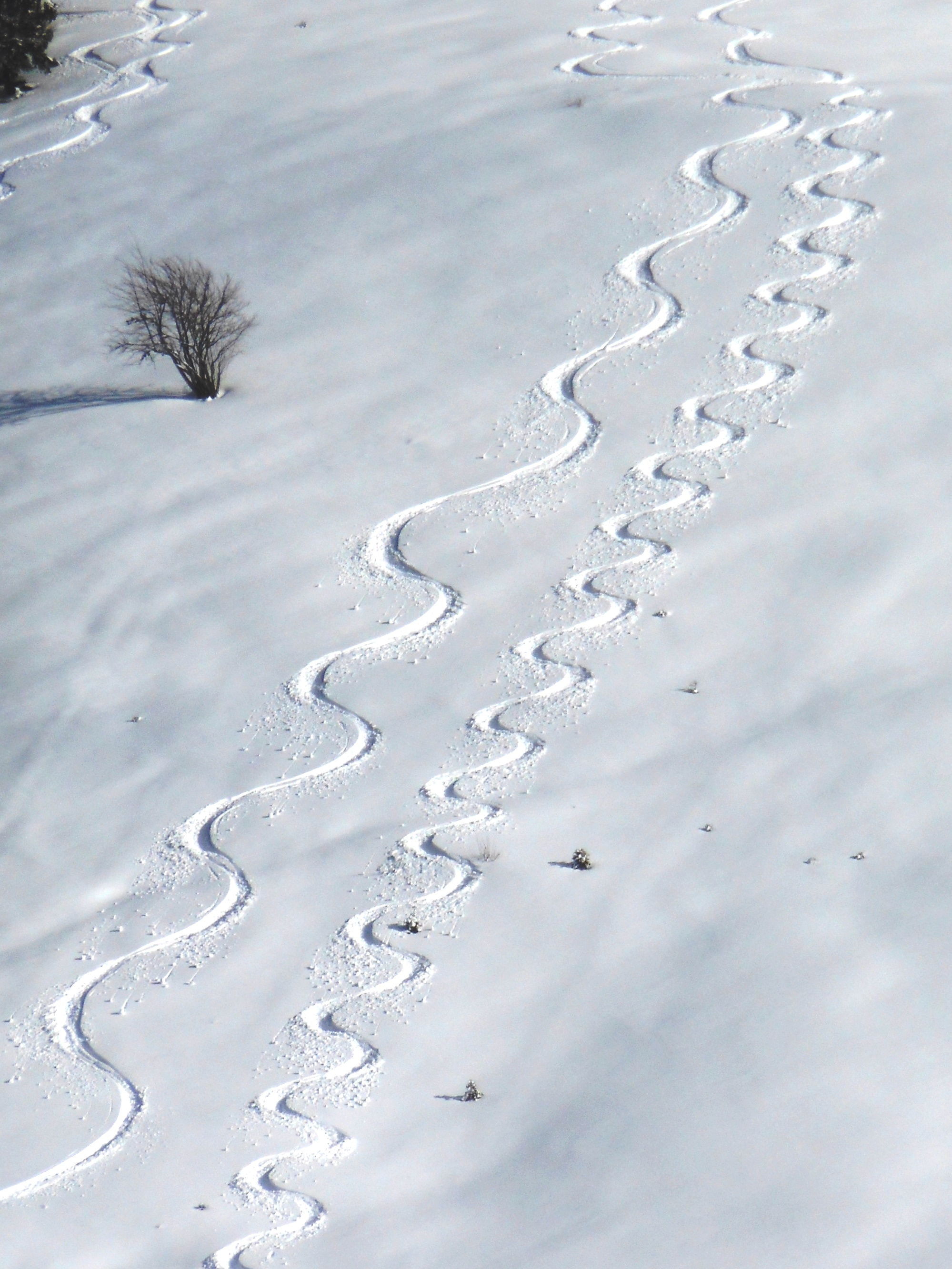
Duas pistas de esqui com diferentes sinuosidades

A fim de que se pudesse distinguir entre os canais meândricos e os que não são, foi proposto o uso do índice de sinuosidade, que é a relação entre o comprimento do canal e a distância do eixo do vale. O valor de 1,5 inicialmente proposto por Leopold e Langbein (1960) apud Christofoletti é usado como ponto de partida para considerar os canais como meândricos (mais comum de todos os índices). Valores maiores que 1,5 correspondem a sinuosidade alta e os valores menores que 1,5 a baixa sinuosidade.
As principais características geométricas levadas em consideração na análise dos meandros são:
1. Largura do canal (w) - é a distância compreendida entre as duas margens de um canal fluvial, de modo perpendicular. A largura do canal pode ser medida nos pontos de inflexão, por ser mais constante nesses locais, em oposição aos setores das curvas meandrantes.
2. Comprimento do canal (L) - é a mensuração da distância que acompanha o lineamento da margem do canal, tomando-se como limites os pontos de inflexão compreendidos pelo comprimento de onda.
3. Raio de Curvatura (rc) - o raio de curvatura parte do princípio de que a linha média do canal, localizada na curva do meandro, equivale a um arco de circunferência. Dessa maneira, deve-se procurar medir o raio que melhor se adapte a esse arco. A medida desse raio corresponde ao valor do raio médio de curvatura.
4. Comprimento de Onda ({\displaystyle \lambda }) - é a distância entre os pontos de inflexão de dois arcos meândricos consecutivos, ou entre o eixo de duas curvas meândricas consecutivas e localizadas no mesmo lado. Esta propriedade é mensurada, de modo mais comum, traçando-se linhas reta a partir do ponto de inflexão a montante da primeira curva meândrica até o ponto de inflexão situado a jusante da curva seguinte.
5. Amplitude do meandro - é a distância medida em um segmento perpendicular a duas linhas paralelas, que passam, pelas junções dos eixos das curvas e das linhas médias de dois arcos meândricos sucessivos.
6. Largura da faixa de meandros: esta largura é medida através de um segmento de reta compreendido perpendicularmente entre duas retas tangentes as partes externas de dois arcos meândricos. A faixa meândrica deve incluir os meandros atuais e os abandonados.

Como um meandro corresponde à trajetória fluvial mais provável entre dois pontos, Langbein e Leopold (1966) apud Christofoletti assinalaram que a geometria planimétrica de um meandro é um caminho aleatório, cuja forma mais frequente é a que minimiza a soma dos quadrados dos desvios angulares, nas sucessivas unidades de comprimento. As mudanças nos ângulos direcionais são funções sinusoidal da distância do canal. Embora não seja senoide o meandro pode ser referenciado como "curva gerada como senoide", e a equação que define é expressa por:
{\displaystyle \phi ={wsen\sigma {s \over M}2\pi }}
em que:
{\displaystyle \phi } é o ângulo de desvio de uma tangente no final do segmento, na distância S em relação à direção média de jusante; {\displaystyle {w}} é o ângulo máximo de desvio que a curva faz sem a sua trajetória em relação à direção média de jusante; {\displaystyle {s}} é o segmento da trajetória correspondente à distância da curva meândrica até o ponto inicial; {\displaystyle {M}} distância total da curva meândrica, medida num trecho correspondente a um comprimento de onda.
Através da utilização desta equação pode-se gerar formas meândricas típicas que se aproximam de um meandro real.

### Meandros abandonados

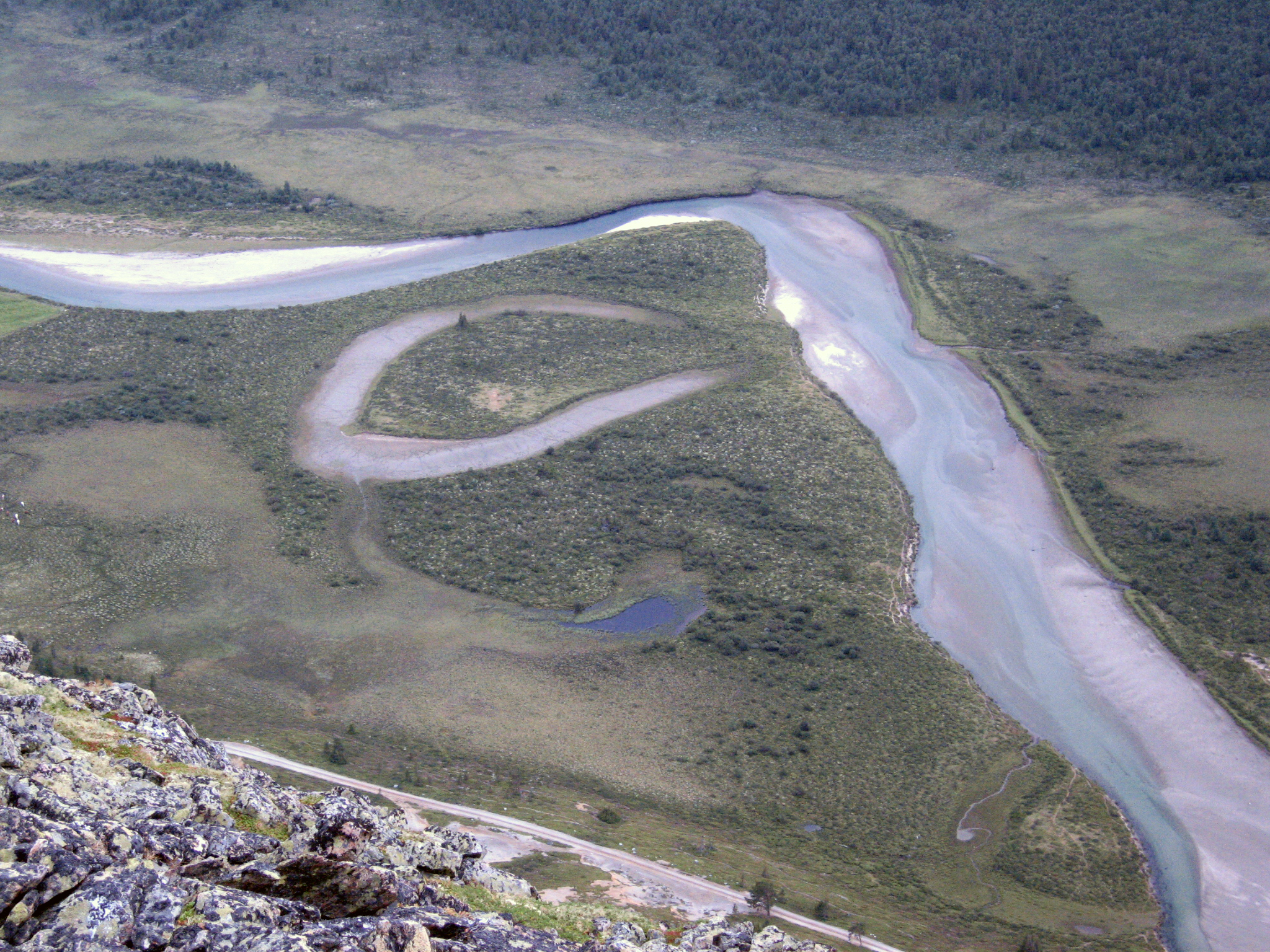
Meandro abandonado

Um braço morto ou meandro abandonado ou lago em ferradura é um pequeno lago em forma de U que se forma na curva de um meandro abandonado de um canal fluvial. Forma-se em geral quando o rio corta o "pescoço" de um meandro encurtando o seu curso, o que faz com que o antigo canal fique rapidamente bloqueado e se separe do rio. Se só se corta uma curva, o lago formado terá forma de meia-lua, enquanto que, se ficam isoladas mais de uma curva, o lago terá uma forma serpenteada.

## Fluxo nos meandros
A velocidade do fluxo depende, basicamente da inclinação do leito do rio. Quanto maior a inclinação do leito, maior será a velocidade da água e portanto, maior será sua capacidade de transporte de materiais. No curso superior de um rio, isto é, nas regiões próximas das cabeceiras, onde predomina a atividade erosiva e transportadora há grande quantidade de detritos fornecidos pela erosão e por movimentos de massa das encostas, que se somam aos detritos originados da atividade erosiva do próprio curso de água. Nestas condições, o rio aumenta a profundidade de seu leito, determinando uma forma de vale em ‘V’. Em sua porção média, graças à menor inclinação e velocidade das águas, o curso de água diminui seu poder transportador, permitindo a deposição dos fragmentos maiores, que vão agora proteger seu fundo contra o trabalho erosivo. Com o aumento da deposição de detritos nas regiões de menor velocidade, verifica-se uma mudança na configuração do leito (vale), que passará a ter a forma de um ‘U’ bastante aberto e com base muitas vezes maior que a altura. A erosão, que antes era em profundidade (escavação do fundo), agora passa a ser, predominantemente, lateral.
No entanto, a velocidade da água em seu curso, altera-se não só com a variação da declividade, mas também no sentido transversal e longitudinal do leito e canal. De um modo geral, a velocidade da água de um canal aberto diminui da superfície para o fundo e do centro para as margens, como resultado da resistência oferecida pelas paredes (margens) e pelo fundo. Na superfície livre, a resistência oferecida pela atmosfera e pelos ventos também influencia a velocidade. Verticalmente, a velocidade máxima será encontrada em um ponto um pouco abaixo da superfície. Em uma perspectiva transversal ao curso de água, a distribuição das velocidades é fortemente influenciada pela geometria do canal. Devido ao atrito com o perímetro molhado, formas com maior raio hidráulico (R) – relação entre a área da seção transversal e o perímetro molhado – tendem a ter menor perda de velocidade.
Nos canais naturais (assimétricos), as velocidades respeitam o padrão geral da forma geométrica aproximada, mas a zona de máxima velocidade é deslocada do centro para o ponto de maior profundidade. A perda ou a transferência de velocidade também se dá com a existência de quedas e/ou sobressaltos e com as mudanças no desenvolvimento horizontal do curso. Nos canais meandrantes, as curvas causam uma resistência adicional ao movimento do líquido, e a zona de maior velocidade desloca-se, por força inercial, para o raio externo das mesmas, com respectiva perda de velocidade no raio interno. Devido à força centrífuga provocada pelo movimento da água no trecho curvo, verifica-se uma sobrelevação de nível na parte externa da curva e um deslocamento do eixo do rio, ou seja da zona de maior velocidade, nesta mesma direção. Em trechos retilíneos dos meandros a velocidade possui distribuição simétrica e relativamente pequena próximo as margens, na curva, ao contrário, nota-se grande velocidade da água próximo ao raio externo das respectivas curvas.
Observa-se que nas curvaturas a presença da componente jusante da velocidade e da fraca componente lateral, que carrega águas superficiais para a margem côncava e águas próximas do fundo para a margem convexa. A velocidade da componente lateral situa-se entre 10 a 20% da velocidade de jusante. Comparando-se o perfil do nível da água, verifica-se que se torna mais elevado, próximo das margens côncavas, fato implicado pela distribuição das velocidades. Essa elevação é descrita por Leliavsky (1966) apud Christofoletti , em que velocidade da água ({\displaystyle v^{2}}), largura do canal ({\displaystyle w}), aceleração da gravidade ({\displaystyle g}) e raio médio de curvatura({\displaystyle r_{m}}) , como sendo proporcional a:
{\displaystyle {v^{2}w \over gr_{m}}}

A linha principal de velocidade máxima tende a se situar próximo da margem côncava e, a partir dos estudos, verifica-se a presença de uma área de velocidade máxima localizada logo a jusante do eixo da curva. No sentido vertical, o maior valor de velocidade é encontrado um pouco abaixo da superfície.
No estudo sobre as características do fluxo, ganha significado a relação proposta entre o raio de curvatura e a largura do canal. Os estudos de Bagnold (1960) apud Christofoletti sugerem que os valores próximos a 2,0 indicam que a curvatura oferece a resistência mínima ao fluxo. O referido autor assinada que:
a) quando a relação é maior que 3,0, as curvas são suaves e amplas, não havendo assimetria apreciável na velocidade entre os filamento de água ao longo do perfil transversal.;
b) quando a relação está entre 2,0 e 3,0 nota-se a aceleração racial sobre a margem externa, que sofre aumento da pressão do fluido e maior velocidade do filamento. Na margem interna, há déficit da pressão correspondente e menor velocidade das águas;
c) quando a relação é menor que 2,0 a aumento da pressão exercida na margem externa. Observa-se também a ruptura no fluxo, surgindo zona estagnante ao longo da margem interna, que se torna instável, e onde há dissipação da energia pelas correntes secundárias de retorno. Se o valor for muito baixo, como nos casos de cotovelos, com ângulos aproximadamente retos a zona instável será maior e muito pronunciada.
Acompanhando o eixo do curso de água, está à maior força erosiva e de transporte. O deslocamento do potencial de erosão e da capacidade de transporte, do centro para o raio externo da curva, causa a corrosão da margem e o aprofundamento do leito, neste ponto. Esse aumento de profundidade produz novo acréscimo na velocidade, deslocando ainda mais o eixo e corroendo novamente a margem em um processo contínuo e interativo. Como consequência ocorre a corrosão da margem que, por si só, já é fonte de sedimentos. E, como resultado do processo inicial de corrosão, o problema se agrava ao surgirem os escorregamentos providenciados pelo desconfinamento da base do talude fluvial que forma a margem. As corrosões e deslizamentos nos raios externos produzem os sedimentos que se depositam no raio interno das curvas seguintes. Com a ocorrência sucessiva de deslizamentos e sedimentações, durante um longo período de tempo, o canal pode tornar-se de tal maneira alargado e os meandros de tal forma complicados que deslocam o canal e suprimem trechos curvos, formando, assim, vários braços mortos.

## Retificação de canais fluviais[10]
A palavra channelization, em inglês, é o termo utilizado para se referir a todos os processos de engenharia em rios cujo objetivo é o controle de enchentes, melhoria da drenagem, manutenção da navegabilidade, redução da erosão das margens ou realocação para a construção de rodovias (Brookes, 1988; Cunha, 1995 apud Assumpção). No Brasil, nota-se que o termo canalização é utilizado para referir-se a projetos que envolvam a modificação do canal fluvial com posterior concretagem da calha do mesmo. Já o termo retificação é utilizado para obras que envolvam principalmente a retirada de meandros e curvas do canal, buscando torná-lo retilíneo e mais íngreme para que haja aumento da velocidade do fluxo d’água, concentrando e permitindo a rápida transferência das cheias para jusante. Normalmente é realizada a retificação para evitar ou diminuir a ocorrência de enchentes em uma área de planície de inundação, bem como para facilitar a navegação.
A retificação de canais fluviais é um processo no qual os rios são artificialmente modificados na sua forma através do aprofundamento e/ou alargamento da calha fluvial e da retirada de meandros alterando a forma em planta e o perfil longitudinal dos canais, o que interfere diretamente e indiretamente em todo o sistema fluvial da bacia. Esse tipo de intervenção já foi realizado em várias bacias hidrográficas de várias partes do mundo, de maneira geral, com o intuito de facilitar ou propiciar a navegação fluvial, controlar enchentes, melhorar a drenagem de zonas pantanosas, contribuindo para a eliminação de focos de possíveis doenças.
Geralmente os canais modificados, ou criados, são mais largos e profundos que os canais naturais que o “substituem” para suportar a vazão máxima estabelecida. Tal aprofundamento provoca a diminuição do nível freático nas planícies de inundação, o que pode aumentar a produtividade da agricultura praticada nestes locais.

Muitos são os benefícios dessas obras para as regiões onde são realizadas, mas inúmeros impactos negativos sobre os sistemas fluviais também são constatados. Esses impactos relacionam-se à modificação no comportamento natural do rio, como a perda de sinuosidade do canal, modificações no padrão de drenagem, alterações no regime das descargas, no padrão de escoamento, na velocidade dos fluxos, elevação dos picos de descargas nos tributários, bem como aumento da carga de sedimentos, diminuição da rugosidade do leito, aumento da erosão nos afluentes, ocasionado pelo abaixamento do nível de base, além da perda ou destruição de habitats naturais, da mata ciliar e de mangues, entre outros impactos.